# Irkotta
Irkotta (Ricotta en français), est l'appellation usuelle d'un fromage à pâte fraîche maltais disponible dans les îles de l'archipel maltais. L'irkotta est largement utilisée dans la cuisine maltaise.

## Histoire
Aucun document historique permet de connaître l'apparition de la fabrication du fromage à Malte. Ce qui est certain, c'est que les premiers occupants de l'île, Phéniciens, Grecs, Romains connaissaient tous les techniques de fabrication du fromage.
L'élevage caprin, plutôt sur l'île de Malte, et ovin, plutôt sur celle de Gozo, est certainement à l'origine de la spécialisation des fromages maltais. Il n'existe à Malte aucune fabrication de fromage à pâte molle ou de fromage à pâte pressée, il n'existe que des fromages à pâte fraîche. Traditionnellement on retrouve dans l'archipel maltais que trois sortes de fromages à pâte fraîche : les fromages à pâte fraîche au lait entier comme le ġbejna, les fromages à pâte fraîche cuite comme l'irkotta et les fromages à pâte fraîche saumurée comme la mozarella. Si les fromages maltais sont si proches des fromages italiens, cela tient au fait que Malte a été pendant une grande partie de son histoire une province napolitaine et ou sicilienne. Selon Parkinson-Large, il est possible de voir dans les actuels fromages maltais une forme ancienne préservée de fabrication à l'eau de mer de certains fromages italiens.[réf. nécessaire]
La découverte de la fièvre de Malte sur l'ensemble du cheptel caprin et ovin, en 1905 par Themistocles Zammit, a porté un coup mortel à la fabrication familiale  et artisanale des fromages maltais. La puissance coloniale britannique a nationalisé la récolte et la commercialisation du lait, la fabrication et la commercialisation des produits laitiers et fromagers. Il a fallu attendre l'éradication du germe Micrococcus melitensis pour qu'un bétail sain redonne naissance à une fabrication familiale et artisanale. Au XXIe siècle, la fabrication familiale a pratiquement disparue, on retrouve des produits artisanaux fait à partir de lait de chèvre ou de brebis en plus des produits industriels faits à partir de lait de vache pasteurisé, plus rarement avec d'autres laits.

## Différence entre irkotta et ricotta
Il existe traditionnellement une différence entre l'irkotta et la ricotta, l'une, l'irkotta, est un fromage à pâte fraiche cuite fabriqué au lait entier, quelquefois partiellement écrémé alors que l'autre, la ricotta, est une préparation laitière fabriquée à partir de petit-lait (lactosérum),,.

## Fabrication
L'irkotta est un fromage traditionnel et typique de l'archipel maltais sous forme d'une fabrication familiale à partir de lait entier de brebis, de chèvre, principalement, mais aussi de lait de vache. La floculation est provoquée par adjonction d'eau de mer. Le lait est continuellement agité pendant une quarantaine de minutes jusqu'à obtenir la coagulation. L'irkotta est ensuite séparée du xorox (sérum) par tamisage pour être mis à refroidir et à égoutter dans des faisselles traditionnellement tressés.
L'irkotta se trouve à Malte sous deux préparations à savoir une fabrication artisanale uniquement à partir de lait entier pasteurisé, le plus souvent au lait de vache, quelquefois écrémé ou une fabrication industrielle à partir de petit-lait (lactosérum) de lait de vache, sous produit de la fabrication d'autres fromages industriels comme la ġbejna.

## Recettes courantes
L'irkotta est très largement utilisée dans la cuisine maltaise :
- Torta ta' l-irkotta (tourte à la ricotta)
- Cannelloni
- Ravjul (ravioli)

mais aussi dans la pâtisserie (delikatezzi) :
- Kannoli ta'l-irkotta (rouleaux à la ricotta)
- Sinizza (roulé au fruits confits)
- Żeppoli ta' san Ġużepp (chou de Saint-Joseph)

ou comme en-cas (snakk) :
- Pastizzi (pastizz au singulier, friand à la ricotta)
- Qassatat ta' l-irkotta (chausson à la ricotta)

## Source
- (en) Anton B. Dougall, Taste of Malta ; A Collection of Maltese and Traditional Recipes, BDL Publishing, Malta, 2014
- (mt) Anton B. Dougall, Pizza u Ghagin, Tat-tisjir, coll. Ikel ghal-familija no 1, 1989